# Marco (Better Call Saul)
«Marco» es el décimo episodio y el final de la primera temporada de la serie de televisión estadounidense de AMC Better Call Saul, la serie derivada de Breaking Bad. El episodio se emitió el 6 de abril de 2015 en AMC en Estados Unidos. Fue escrito y dirigido por el cocreador de la serie Peter Gould. Fuera de Estados Unidos, se estrenó en el servicio de streaming Netflix en varios países.

## Trama

### Introducción
En una analepsis, Jimmy fue liberado de la cárcel con la ayuda de Chuck. Él va a su bar favorito en su ciudad natal de Cícero (Illinois), para despedirse de Marco, su amigo y compañero en el crimen. Jimmy ha aceptado la exigencia de Chuck de que se mude a Albuquerque para vivir una vida honesta y renunciar a sus estafas, lo que decepciona a Marco.

### Historia principal
Jimmy entrega el caso de Sandpiper Crossing a HHM y revela que descubrió que Chuck estaba saboteando su carrera. Howard se disculpa por su participación y le da a Jimmy sus USD $20,000 en honorarios de abogado. Jimmy solicita que Howard se haga cargo del cuidado de Chuck, incluida la compra de comestibles y periódicos, y Howard está impresionado con la cantidad de tiempo y esfuerzo que Jimmy ha dedicado al bienestar de Chuck.
Jimmy anfitriona el bingo en el centro local para personas mayores. Después de que una serie de números improbables que comienzan con la letra «B» salen al comienzo de una partida, se fija en las palabras que comienzan con esa letra que le recuerdan a Chuck, incluyendo «traición» («betrayal») y «hermano» («brother»). Jimmy se desmorona y se queja de vengarse de Chet, quien «pudo» haberle debido dinero o engañado con su esposa, defecando a través del techo solar del automóvil de Chet sin darse cuenta de que los hijos de Chet estaban en el asiento trasero. Como Chet tenía conexiones con funcionarios encargados de hacer cumplir la ley, hizo que el fiscal del distrito presentara cargos por exposición indecente, lo que podría haber obligado a Jimmy a registrarse como delincuente sexual si fuera condenado. Chuck logró que se retiraran los cargos, pero Jimmy atribuye su situación actual a ese evento. Deja de organizar el juego de bingo y se retira.
Después de regresar a Cícero, Jimmy se reúne con Marco. Ejecutan una estafa contra un empresario desprevenido, que implica la venta de una moneda de «medio dólar JFK raro y valioso». Jimmy y Marco pasan varios días haciendo estafas. Al final de la semana, Jimmy tiene múltiples mensajes de sus clientes mayores preguntando dónde está. Jimmy le explica a Marco que es un incipiente abogado de derecho de ancianos y que debe regresar a Albuquerque para ver a sus clientes. Marco siente envidia de que Jimmy tenga una carrera legítima, y señala que tiene un trabajo sin salida gracias a su cuñado y nada por lo que vivir excepto sus estafas. Marco convence a Jimmy de quedarse para una última estafa, a lo que Jimmy acepta a regañadientes. Mientras ejecutan la estafa «falso Rolex», Marco sufre un ataque al corazón. Jimmy se apresura en su ayuda, y antes de morir, Marco agradece a Jimmy por proporcionarle la mejor semana de su vida. Jimmy hereda el anillo meñique de Marco, que comienza a usar a pesar de que es demasiado grande, y que Saul Goodman usa durante los eventos de Breaking Bad.
Kim llama a Jimmy para informar que el caso Sandpiper se ha vuelto demasiado grande para que HHM lo maneje, lo que les exige asociarse con Davis & Main, una firma de Santa Fe (Nuevo México). Debido a su conocimiento detallado del caso y su relación con los clientes, D&M está interesado en contratar a Jimmy como asociado y ponerlo en camino para convertirse en socio. Jimmy hace arreglos para encontrarse con su posible empleador en el juzgado, pero mientras camina por el estacionamiento, mira el anillo de Marco y se detiene. Cuando está a punto de irse, se detiene en la cabina del guardacoches y le pregunta a Mike por qué no se quedaron con los USD $1,6 millones que le quitaron a los Kettleman. Mike recuerda que Jimmy no tomó el dinero porque quería hacer «lo correcto», y dice que él no lo tomó porque fue «contratado para hacer un trabajo y lo hizo». Jimmy le asegura a Mike que no volverá a cometer el mismo error y se marcha mientras tararea «Smoke on the Water», la misma canción que Marco estaba tarareando justo antes de morir.

## Producción
Este episodio fue escrito y dirigido por el cocreador de la serie Peter Gould, quien también escribió «Uno» y «Mijo» a principios de esta temporada.
Según Gould, todas las estafas representadas en el episodio se basan en casos de la vida real.
El ficticio Ecuatorial Uqbar Orbis que Jimmy menciona durante una estafa es una referencia a la historia Tlön, Uqbar, Orbis Tertius de Jorge Luis Borges.
Durante el montaje de estafas, Marco dice: «Oye, chico, ayúdame a sacar el auto de mi esposa de este mal vecindario» que es una referencia a Repo Man.

## Recepción

### Audiencias
Al emitirse, el episodio recibió 2,53 millones de espectadores en Estados Unidos, y una audiencia de 1,2 millones entre adultos de 18 a 49 años; incluidas las audiencias Live +7, el final fue visto por 5,76 millones de espectadores, y una audiencia total de 2,8 millones entre adultos de 18 a 49 años.

### Recepción crítica
El episodio recibió una recepción muy positiva de los críticos. En el sitio web Rotten Tomatoes, basado en 22 reseñas, recibió un índice de aprobación del 86% con un puntaje promedio de 8,6 de 10. El consenso del sitio dice: «La inversión en la primera temporada de Better Call Saul vale la pena con un final que es a la vez cómico y trágico, ya que la conversión de Jimmy a Saul está cerca de completarse».
Roth Cornet de IGN le dio al episodio una calificación de 9,0, concluyendo: «Better Call Saul nos dio una primera temporada de televisión ejemplar. El final nos llevó al momento en que Jimmy tomó la decisión de abandonar su intento de caminar por un camino recto y, en cambio, ceder a sus impulsos y deseos más bajos. Una conclusión más abierta puede haber sido más impactante emocionalmente. Sin embargo, en general, este fue un episodio magníficamente diseñado y ejecutado; uno que deja suficiente espacio, para lo que esperamos sea, una segunda temporada igualmente extraordinaria». The Telegraph calificó el episodio con 4 estrellas de 5.